# Requin-marteau à petits yeux
Sphyrna tudes
Espèce
Statut de conservation UICN

 CR A2bd : 
En danger critique
Répartition géographique
Le Requin-marteau à petits yeux (Sphyrna tudes) est un poisson de la famille des Sphyrnidae qui se rencontre, dans l'Atlantique, le long des côtes sud-américaines.

## Description

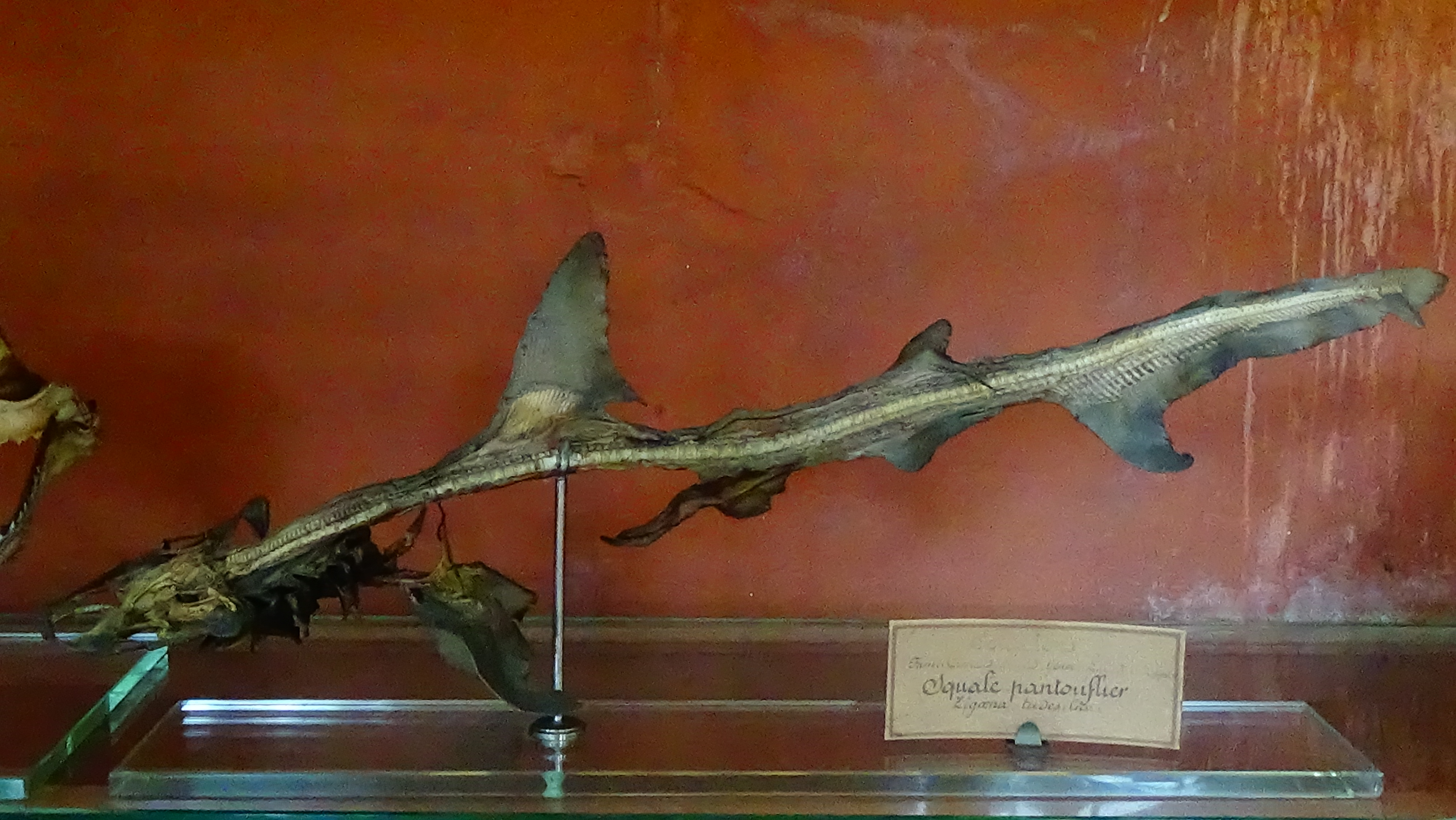
Sphyrna tudes - (anciennement (Zygaena tudes) - squelette mnhn Paris

Sphyrna tudes mesure jusqu'à 150 cm.

## Répartition et habitat
On le trouve uniquement sur la côte est de l'Amérique du Sud, de l'Uruguay au Venezuela. Sa présence en Méditerranée avait été rapportée par Valenciennes en 1822, mais il s'agit probablement d'une confusion avec Sphyrna couardi.
Il vit dans les eaux côtières troubles, près du fond marin, généralement entre 5 et 40 m de profondeur. Les mâles vivent à des profondeurs plus élevées que les femelles. Les juvéniles vivent près de la surface.

## Alimentation
Les juvéniles se nourrissent principalement de Penaeidae (crevettes), particulièrement de Xiphopenaeus kroyeri. Les requins plus grands se nourrissent de poissons osseux, particulièrement d'Ariidae et de leurs œufs.

## Menaces et conservation
L'UICN (23 janvier 2023) classe l'espèce en catégorie CR (en danger critique) dans la liste rouge des espèces menacées depuis 2020. Victime de la surpêche, le requin-marteau à petits yeux a vu sa population décliner de plus de 80 % en 37 ans.